# Laelia subviridis
Laelia subviridis är en fjärilsart som beskrevs av Antonius Johannes Theodorus Janse 1915. Laelia subviridis ingår i släktet Laelia och familjen tofsspinnare. Inga underarter finns listade i Catalogue of Life.